# یوزفوو (شهرستان ونچتسا)
یوزفوو (به لهستانی:  Józefów) یک روستا در لهستان است که در گمینا ویتونگا واقع شده‌است.